# Fabio Prieto Llorente
 (mai 2017).
Si vous disposez d'ouvrages ou d'articles de référence ou si vous connaissez des sites web de qualité traitant du thème abordé ici, merci de compléter l'article en donnant les références utiles à sa vérifiabilité et en les liant à la section « Notes et références ».
Pour les articles homonymes, voir Prieto.
Fabio Prieto Llorente, né le 11 mars 1963, est un journaliste cubain.

## Biographie
Il était le correspondant de l’agence Havana Press et de l’ancien site cubafreepress. Il a aussi travaillé pour la Radio et Télévision Martí.
Arrêté le 19 mars 2003, lors du Printemps noir cubain, il a été condamné la même année à 20 ans de prison pour « atteinte à l'indépendance et à l'intégrité de l'Etat », en fait ses écrits étaient défavorables au régime de Fidel Castro.
Mélangé avec des prisonniers de droit commun condamnés à de lourdes peines de prison (plus de trente ans) ou à perpétuité, il refuse d'endosser l'uniforme des prisonniers de droit commun, et bien que malade, il a été jeté dans un cachot humide et grouillant de vermines.
Le 18 juin 2004, il réussit à dénoncer les conditions de détention déplorables et inhumaines dont il est victime : mauvais traitements, manque de soins, mauvaise alimentation, impossibilité de faire des promenades et de sortir à l’air libre pendant plusieurs jours.
Depuis février 2005, son état de santé s'est fortement dégradé, sans que les autorités cubaines ne permettent aucune amélioration de ses conditions de survie. Il souffre d’emphysème pulmonaire (gonflement anormal des poumons dû à une infiltration gazeuse pouvant entraîner la rupture des parois), d’hémorroïdes, de fortes douleurs chroniques au dos et d’épuisement. Il lui arrive souvent de cracher du sang.
Il est finalement libéré en août 2010 et se réfugie en Espagne.